# Anomoloma
Anomoloma es un género de fungi de la familia Amylocorticiaceae.